# Lay Back in the Arms of Someone
Lay Back in the Arms of Someone is een nummer van de Britse band Smokie uit 1977. Het verscheen als nieuw nummer op hun verzamelalbum Greatest Hits.
"Lay Back in the Arms of Someone" is een rustige ballad die een boodschap overbrengt van onvoorwaardelijke liefde en steun. In de tekst verzekert de liedverteller die zijn geliefde dat ze altijd troost kan zoeken in zijn armen. Verder spreekt de tekst van een diepe band met een speciaal iemand, waarbij de nadruk wordt gelegd op de bereidheid om sympathie, begrip en gezelschap te bieden in tijden van nood. Het nummer werd een hit in Europa en Oceanië. Zo bereikte de 12e positie in het Verenigd Koninkrijk. In het Nederlandse taalgebied was het succesvoller, met een nummer 1-positie in zowel de Nederlandse Top 40 als de Vlaamse Radio 2 Top 30.

## Tracklijst
- 7"

1. "Lay Back in the Arms of Someone" - 4:07
2. "Here Lies a Man" - 3:17

## Hitnoteringen

### Nederlandse Top 40
| Hitnotering: 26-03-1977 t/m 21-05-1977 | Hitnotering: 26-03-1977 t/m 21-05-1977 | Hitnotering: 26-03-1977 t/m 21-05-1977 | Hitnotering: 26-03-1977 t/m 21-05-1977 | Hitnotering: 26-03-1977 t/m 21-05-1977 | Hitnotering: 26-03-1977 t/m 21-05-1977 | Hitnotering: 26-03-1977 t/m 21-05-1977 | Hitnotering: 26-03-1977 t/m 21-05-1977 | Hitnotering: 26-03-1977 t/m 21-05-1977 | Hitnotering: 26-03-1977 t/m 21-05-1977 | Hitnotering: 26-03-1977 t/m 21-05-1977 |
| Week                                   | 1                                      | 2                                      | 3                                      | 4                                      | 5                                      | 6                                      | 7                                      | 8                                      | 9                                      |                                        |
| -------------------------------------- | -------------------------------------- | -------------------------------------- | -------------------------------------- | -------------------------------------- | -------------------------------------- | -------------------------------------- | -------------------------------------- | -------------------------------------- | -------------------------------------- | -------------------------------------- |
| Nummer                                 | 12                                     | 6                                      | 3                                      | 1                                      | 1                                      | 3                                      | 14                                     | 28                                     | 38                                     | uit                                    |

### Nationale Hitparade
| Hitnotering: 26-03-1977 t/m 14-05-1977 | Hitnotering: 26-03-1977 t/m 14-05-1977 | Hitnotering: 26-03-1977 t/m 14-05-1977 | Hitnotering: 26-03-1977 t/m 14-05-1977 | Hitnotering: 26-03-1977 t/m 14-05-1977 | Hitnotering: 26-03-1977 t/m 14-05-1977 | Hitnotering: 26-03-1977 t/m 14-05-1977 | Hitnotering: 26-03-1977 t/m 14-05-1977 | Hitnotering: 26-03-1977 t/m 14-05-1977 | Hitnotering: 26-03-1977 t/m 14-05-1977 |
| Week                                   | 1                                      | 2                                      | 3                                      | 4                                      | 5                                      | 6                                      | 7                                      | 8                                      |                                        |
| -------------------------------------- | -------------------------------------- | -------------------------------------- | -------------------------------------- | -------------------------------------- | -------------------------------------- | -------------------------------------- | -------------------------------------- | -------------------------------------- | -------------------------------------- |
| Nummer                                 | 22                                     | 5                                      | 2                                      | 1                                      | 1                                      | 1                                      | 9                                      | 20                                     | uit                                    |

### NPO Radio 2 Top 2000
| Nummer met noteringen in de NPO Radio 2 Top 2000 | '99  | '00 | '01  |
| ------------------------------------------------ | ---- | --- | ---- |
| Lay Back in the Arms of Someone                  | 1365 | -   | 1710 |

1. ↑  Een '-' betekent dat het nummer niet was genoteerd en een vetgedrukt getal geeft de hoogste notering aan.
2. ↑  Deze tabel is bijgewerkt tot en met de laatste editie (2024).